# Ecnomus cavatus
Ecnomus cavatus là một loài Trichoptera trong họ Ecnomidae. Chúng phân bố ở miền Australasia.